# Misteri sotto la neve
Misteri sotto la neve (The Corpse in the Snowman) è un romanzo giallo del 1941 scritto da Nicholas Blake (pseudonimo di Cecily Day-Lewis), e appartenente alla serie con protagonista l'investigatore Nigel Strangeways.

## Trama
Inverno 1940: è da poco scoppiata la guerra, e anche se l'Inghilterra non è ancora diventata obiettivo dei bombardamenti tedeschi, vive già restrizioni come l'oscuramento e il controllo delle frontiere. In più, sul paese si è abbattuto una delle peggiori bufere degli ultimi anni, e tra i cumuli di neve caduti non sono facili i collegamenti tra Londra e la campagna.
Ciononostante, il detective Nigel Strangeways e sua moglie Georgia non restano insensibili alla richiesta di aiuto avanzata da una lontana cugina di lei, la signorina Clarissa Cavendish, residente nell'Essex. Quando i due arrivano da lei, scoprono di dover indagare...su un gatto! Durante una serata a Easterham Manor, residenza dei suoi vicini, i Restorick (Hereward e la moglie americana Charlotte), infatti, si è tenuta una seduta spiritica per evocare un vescovo morto. Il risultato è stato però che il gatto di casa si è lasciato andare ad un comportamento inquietante, come se fosse stato posseduto! Ma Nigel capisce presto che la signorina Cavendish è preoccupata principalmente per la "presenza stonata", ovvero la sorella di Hereward, Elizabeth Restorick: bellezza conturbante, la giovane donna ha sempre dato grattacapi alla famiglia per il suo comportamento fin troppo disinvolto e a tratti scandaloso. Ora è in cura da uno psicologo, il dottor Bogan, ma non tutti i suoi problemi sembrano risolti...e di certo non lo saranno più, quando il giorno dopo viene trovata impiccata nella propria camera, completamente nuda! Quello che sembra all'apparenza un suicidio stona però con la personalità di Elizabeth. E allora, se è stato un omicidio, qual è il movente? Uno degli amanti respinti dalla donna si è vendicato? C'entra un misterioso traffico di droga, dipendenza nella quale in passato era caduta la stessa Elizabeth? O c'entrano i soldi che sembra aver lasciato in eredità al fratello Hereward e all'altro fratello Andrew, che con lei aveva un rapporto morboso? O il movente è ancora un altro? E in che modo c'entra un pupazzo di neve dall'aria innocente realizzato dai due bambini di Hereward, John e Priscilla?
Con il cervello intorpidito da quel freddissimo inverno, come confesserà lui stesso, toccherà a Strangeways farsi strada tra i vari moventi e tra altri avvenimenti, alcuni fuorvianti e altri determinanti a svelare uno dei misteri più complicati della sua carriera.

## Edizioni italiane
- Misteri sotto la neve, traduzione di Giuseppina Caricchio, collana I classici del Giallo Mondadori n. 469, Arnoldo Mondadori Editore, gennaio 1985, pp. 187.
- Il caso dell'abominevole pupazzo di neve, traduzione di Roberto Serrai, Giunti Editore, novembre 2020, pp. 336.